# Pljussa (città)
Pljussa è un insediamento di tipo urbano della Russia europea nordoccidentale, situato nella oblast' di Pskov; appartiene amministrativamente al rajon Pljusskij, del quale è il capoluogo.